# Arnold de Lantwyck
Pour les articles homonymes, voir Lantwyck.
Arnold de Lantwyck, chevalier, chef de nom et d'armes de la maison de Lantwyck,  est le fils de Jean de Horst, premier seigneur de Horst. Sa fille Mathilde épouse Godfried van Goetsenhoven, seigneur de Gossoncourt et de Vaalbeek.

## Armes
d'argent à trois fleurs de lis au pied coupé de gueules (Rode), au franc-quartier d'or a trois pals de gueules (Berthout, seigneurs de Malines).